# 春風亭柳枝
春風亭 柳枝（しゅんぷうてい りゅうし）は、落語家の名跡。江戸及び東京の落語・柳派の由緒ある名で「春風亭」の止め名。当代は九代目。
- 初代春風亭柳枝
- 二代目春風亭柳枝
- 三代目春風亭柳枝
- 四代目春風亭柳枝 - 後∶春風亭華柳
- 五代目春風亭柳枝 - 空位。
- 六代目春風亭柳枝 - 本来は五代目だが、「五代目柳亭左楽と同じ五代目では恐れ多い」と代数を1つ飛ばし、六代目を名乗った。
- 七代目春風亭柳枝
- 八代目春風亭柳枝
- 九代目春風亭柳枝[1] - 当代